# 大天使聖ミカエルへの祈り
大天使聖ミカエルへの祈り（だいてんしせいミカエルへのいのり）は、かつて1965年はじめまでカトリック教会のミサの終わりに唱えられていた祈り。レオ13世の祈りとも呼ばれる。

## 概要
1886年に教皇レオ13世がミサ典書に付加したため、『レオ13世の祈り』と呼ばれることもある。カトリック教会のミサ（トリエント・ミサ）の終わりに、『終わりの福音』に続けて唱えられていた。典礼書中の『祓魔式(Exsorcista)』の部にはこの祈りは存在しない。第2バチカン公会議の典礼刷新によって1964年9月26日に正式に廃止された。
日本のカトリック教会で使用されてきた公教会祈祷文には、この祈りとは別の『大天使聖ミカエルに向う祈り』が掲載されている。

### 逸話
教皇レオ13世がミサ中に人事不省に陥ったことがあって、意識回復後この祈りをミサに加えることを決定した、という話が伝わっているが、公式の資料には残っていない。

## 祈祷文

### ラテン語
Sancte Michael Archangele, defende nos in proelio:

contra nequitiam et insidias diaboli esto praesidium;

Imperet illi Deus, supplices deprecamur;

tuque, Princeps militiae caelestis,

Satanam aliosque spiritus malignos, qui ad perditionem animarum pervagantur in mundo,

divina virtute in infernum detrude. Amen.

### 日本語（文語）
大天使聖ミカエル、戦いにおいて我らを護り、悪魔の凶悪なるはかりごとに勝たしめ給え。
天主の彼治め給わんことを伏して願い奉る。
ああ天軍の総帥、
霊魂をそこなわんとてこの世を徘徊するサタンおよびその他の悪魔を、天主の御力によりて地獄に閉込め給え。アーメン。

## 大天使聖ミカエルに向う祈り（公教会祈祷文）
天軍の栄えある総帥、大天使聖ミカエルよ、
かつて悪魔の大軍が全能なる天主に反きし時、御身は『たれか天主にしくものあらん』と叫び、あまたの天使を率いてかれらを地獄の淵に追い落とし給えり。
故に公教会は御身をその保護者となし、特に日本公教会は、御身をその守護者と崇め奉る。
願わくは霊戦に当りてわれらを助け、悪魔を退け給え。
われらをして御身にならいて、常に天主に忠実ならしめ、その御旨を尊み、その御戒めを守るを得しめ給え。
かくてわれら相共に天国において、天主の御栄えを仰ぐに至らんことを。御身の御取次によりて天主に願い奉る。アーメン。